# Hans von Gronau
Johann Karl Hermann Gronau (n. 6 decembrie 1850, Alt-Schadow (azi aparține de Märkische Heide provincia Brandenburg - d. 22 februarie 1940 în Potsdam) a fost un Generalfeldzeugmeister prusac.

## Date biografice
Hans von Gronau provine dintr-o familie de învățători originară din Bergisches Land, el fiind fiul pădurarului șef Johann Karl Ludwig Hermann Gronau (1816-1911) din Berlin-Köpenick și al soției sale, Alexandrine Friederike Bertha Leusenthin (1823-1903) din Prusia Răsăriteană. Gronau intră în 1869 în armata prusacă, între anii 1880 - 1882 lucrând la comandamentul general. În anul 1894 este avansat locotenent major, iar în 1903 este numit comandant a diviziei de armată nr.1. În anul 1908 a fost avansat la gradul de General-Feldzeugmeister, echivalentul pentru artilerie al gradului de general de infanterie.
Pentru meritele sale militare, Gronau va primi la 16 iunie 1913, la Berlin, titlul nobiliar «von Gronau». La izbucnirea primului război mondial, va fi readus din rezervă, fiind numit comandantul Corpului de Rezervă nr.4, cu care ia parte la Prima bătălie de pe Marna. În septembrie 1915 devine comandantul suprem al Corpului de Rezervă  XLI, fiind trimis pe Frontul de răsărit. Din  5 august 1916 până la 31 decembrie 1917 este comandantul suprem al corpului de armată G (care îi poartă numele) iar în februarie 1919 va trece în rezervă. Hans von Gronau se căsătorește la data de 23 februarie 1890 in Granow cu Luise Gerischer, cu care va avea trei fii, fiul cel mai mare Wolfgang von Gronau, va deveni un pionier ca pilot în aviație.

## Distincții
- Pour le Mérite (4 octombrie 1916)